# Dzierzkówek Nowy
Dzierzkówek Nowy (do 2011 Nowy Dzierzkówek) – wieś w Polsce położona w województwie mazowieckim, w powiecie radomskim, w gminie Skaryszew. Ma status sołectwa. Dawniej wieś nosiła nazwę Pierogów. 
| SIMC    | Nazwa           | Rodzaj     |
| ------- | --------------- | ---------- |
| 0637269 | Niwa Odechowska | przysiółek |
| 0637275 | Piaski          | przysiółek |

W latach 1975–1998 miejscowość administracyjnie należała do województwa radomskiego.
1 stycznia 2011 r. zmieniono urzędowo nazwę miejscowości z Nowy Dzierzkówek na Dzierzkówek Nowy.
Wierni Kościoła rzymskokatolickiego należą do parafii św. Jadwigi Królowej w Tomaszowie.